# Синдел
Вижте пояснителната страница за други значения на Синдел.
Синдел е село в Североизточна България, област Варна, община Аврен. Предишното му име е Сенделлер (в превод от турски: Сандали).

## География
Намира се в Синделската низина, на 3 километра от село Царевци и на 37 км от Варна.
През селото минава р. Провадийска. В долното поречие на реката е Синделската низина. Наблизо са язовир „Тръстиково“ и Авренското плато.
Южно от селото се намира Синделското блато. Край пътя и железопътната линия е Синделската пещера.

## Население
Численост и дял на етническите групи според преброяването на населението през 2011 г.:
|                     | Численост | Дял (в %) |
| Общо                | 1054      | 100.00    |
| Българи             | 431       | 40,89     |
| Турци               | 15        | 1,42      |
| Цигани              | 592       | 56,16     |
| Други               | 3         | 0,28      |
| Не се самоопределят | 8         | 0,75      |
| Неотговорили        | 5         | 0,47      |

## История
През 1890 г. в землището на селото е уловена и подложена на анализ вода от минерален извор.
Селото е било българско, днес българите наброяват 40 % от населението.
Църквата „Свето Успение Богородично“ е ремонтирана при кмета Красимир Тодоров през 2004 г. По спечелен проект е направен основен ремонт на читалище „Н. Й. Вапцаров“. Има пенсионерски клуб и женска фолклорна група, която постига добри успехи при участията си във фестивали и събори.

## Транспорт
Железопътната гара е важен възел, на нея спират влаковете София – Варна – София, Русе – Варна – Русе, пътническите между Варна и Шумен, както и влаковете по направление Варна – Карнобат и Варна – Пловдив – София. От гара Синдел тръгва жп линия № 3 за Дългопол, Комунари, а на Карнобат може да се правят връзки за Бургас, Карлово, Сливен, както и за София и Пловдив.

## Забележителности
В селището има футболен стадион, училище (СУ „Св. св. Кирил и Методий“), читалище „Н. Й. Вапцаров“, кметство.
- храм „Успение Богородично“ – църквата е построена през 1936 г. Храмовият ѝ празник, успение на Пресвета Богородица на 15 август, е празник и на селото[4]
- река Провадийска, в която може да се лови риба
- Синделска пещера – много красиво място, с чудесна гледка
- в близост е Авренското плато
- паметник в центъра на селото
- многогодишно щъркеловото гнездо
- СУ „Св. Кирил и Методий“

## Редовни събития
На 28 август се провежда панаир.

## Личности
- Димитър Стойчев Николов (1928 – 1993), български поет, журналист, преводач, роден на 29.01.1928 г. в с. Синдел, общ. Аврен, област Варна.

## Други
Морският нос Синдел на остров Ливингстън, Южни Шетландски острови е наименуван в чест на село Синдел.